# Urbanik Sándor
Urbanik Sándor (Esztergom, 1964. december 15. –) Európa-bajnoki bronzérmes magyar atléta

## Pályafutása
Négy olimpián (1988, 1992, 1996, 2000) képviselte Magyarországot. Legjobb ötkarikás eredményének a Barcelonában elért nyolcadik helyezése számít 20 km-en. Szabadtéri világbajnokságon 1993-ban ért el tizedik helyezést a rövidebb távon. Az 1998-as szabadtéri Eb-n  ötödik volt 20 km-en. Karrierje legnagyobb sikerének az 1988-as budapesti fedett pályás Eb-n megszerzett bronzérem számít. Szabadtéren 1997-ben 1 óra 20 perc 49 másodperccel felállította a 20 km-es gyaloglás magyar rekordját, amelyet azóta sem döntöttek meg.